# Opetius fasciolatus
Opetius fasciolatus là một loài bọ cánh cứng trong họ Endomychidae. Loài này được Mulsant miêu tả khoa học năm 1851.